# Kiemenringelwurm
Der Kiemenringelwurm (Scoloplos armiger) ist ein kosmopolitischer mariner Ringelwurm aus der Gattung Scoloplos innerhalb der Vielborster-Familie der Orbiniidae.

## Merkmale
Der Kiemenringelwurm hat einen langen, vorn breiten und flachen Körper, der hinten an der Rückenseite leicht abgeflacht und bauchseitig gerundet ist. Das spitz kegelförmige Prostomium ist länger als breit und mit 2 kleinen Augen besetzt. Er wird bis zu 12 cm lang und zählt dann über 200 Segmente, wovon der Thorax 12 bis 22 borstentragende Segmente umfasst. Die Notopodien an den Thoraxsegmenten sind klein und haben hinter den Borsten einen kegelförmigen Lappen mit einer Acicula und einem Büschel kapillarförmiger Borsten. Die zu Tori angeschwollenen Neuropodien an den Thoraxsegmenten haben hinter den Borsten kleine kegelförmige Lamellen, viele kapillarförmige Borsten und auffällige Haken. An den letzten 1 bis 5 Segmenten des Thorax und den ersten 1 bis 7 Segmenten des Abdomens sitzen unter den Parapodien 1 bis 2 Papillen, am darauf folgenden Segment des Abdomens eine kragenartige Struktur. Die Notopodien des Abdomens haben hinter den Borsten einfache Lappen mit Aciculae, kapillarförmigen und gegabelten Borsten, aber keinen interramalen Cirrus. Die Neuropodien des Abdomens sind zweilappig, tragen Aciculae und haben wenige kapillarartige Borsten wie auch einen kleinen bauchseitigen Cirrus. An den borstentragenden Segmenten sitzen ab dem 9. bis 17. Segment zungenförmige oder lanzettliche Kiemen, die ebenso wie die Notopodien und Neuropodien an der Rückenseite der Segmente des Abdomens ansetzen. Das Pygidium ist mit zwei langen Cirren besetzt. Das Tier ist hellorange oder rosa.

## Verbreitung, Lebensraum und Lebensweise
Scoloplos armiger ist kosmopolitisch in sämtlichen Weltmeeren verbreitet, so auch in der Nordsee und in der Ostsee bis zum Gotlandbecken.
Der Kiemenringelwurm lebt auf weichen Untergründen von der Gezeitenzone bis in etwa 2000 m Meerestiefe. Er gräbt meist 10 bis 15 cm tief im Sediment und kleidet seine Gänge mit Schleim aus.
Er ernährt sich von Bakterien, die im Substrat leben.

## Lebenszyklus
Scoloplos armiger ist getrenntgeschlechtlich mit etwa gleich großen Weibchen und Männchen und mit äußerer Befruchtung. Im Wattenmeer der Nordsee bei Sylt konnten zwei Entwicklungstypen nachgewiesen werden: Während Kiemenringelwürmer der Gezeitenzone ihre Larvenentwicklung in gelatinösen Kokons durchmachen und als kriechende Würmer schlüpfen, gibt es bei Kiemenringelwürmern unterhalb der Gezeitenzone in derselben Meeresregion eine Entwicklung über eine als Zooplankton frei schwimmende Larve, die später auf den Boden absinkt und zu einem kriechenden Wurm metamorphosiert. Kreuzungsversuche mit Borstenwürmern der genannten Populationen zeigten, dass es nur dann Nachkommen gab, wenn sowohl Männchen als auch Weibchen entweder aus der Gezeitenzone oder beide aus der tieferen Meeresregion kamen. Nach der biologischen Artdefinition handelt es sich somit um zwei Arten.